# -کند

کشورهای دارای پسوند -کند در نام مکان‌هایشان

- کَند که گاه - قَند، - کَنت و - جَند نیز گفته می‌شود، پسوندی است که در بسیاری از نام‌های شهرها و روستاهای آسیای غربی و میانه دیده می‌شود. این پسوند ریشه در زبان ایرانی سغدی دارد و به معنای «شهر»، «آبادی» و «دژ» است. این واژه با واژه خوارزمی کَت همریشه است که هنوز هم در نام شهر باستانی اخسیکت در دره فرغانه ازبکستان باقی مانده‌است.

## فهرست
- تاشکند (ازبکستان)
- سمرقند (ازبکستان)
- خوقند (ازبکستان)
- یارکند (چین)
- چیمکند (قزاقستان)
- تارکند (قرقیزستان)
- اوزکند (قرقیزستان)
- پنجکند (تاجیکستان)
- خجند (تاجیکستان)
- چارکنت (افغانستان)
- بیرجند[۳] (ایران)
- قصرقند (ایران)
- کارکنده (ایران)
- نوکنده (ایران)
- نوقند (ایران)
- فیروزکنده (ایران)
- سمسکنده (ایران)